# Muriel Villanueva i Perarnau
Muriel Villanueva y Perarnau (Valencia, 1976) es una escritora española en catalán. Licenciada en Teoría de la Literatura y Literatura Comparada por la Universidad de Barcelona y diplomada en Educación Musical por la Universidad de Valencia, fue profesora de la Escuela de Escritura del Ateneo Barcelonés entre 2006 y 2014. Es maestra de música y colabora como profesora de escritura con varias entidades.

## Publicaciones

### Novelas
- Muriel Villanueva. Mares, i si sortim de l'armari?: la història d'una família quasi feliç.  Editorial Empúries, 2006. ISBN 978-84-9787-161-7. ; traducida al castellano (Editorial Lumen), portugués (Ediçoes Duarte Reis), coreano (Editorial Nangiyala) y polaco.
- Muriel Villanueva. Jo toco i tu balles.  Editorial Motflorit, 2009. ISBN 978-84-95705-86-0.
- Muriel Villanueva. Baracoa.  Editorial Motflorit, 2010.
- Muriel Villanueva. La gatera.  Ámsterdam (Ara Llibres), 2012.
- Muriel Villanueva. Motril 86. Proa (Edicions 62), 2013
- Muriel Villanueva. El parèntesi d'esquerre. Males herbes. Ilustraciones de Aitana Carrasco, 2016

### Narrativa infantil y juvenil
- Muriel Villanueva. La Tània i totes les tortugues, ilustrado por Ona Caussa. Cruïlla, 2013
- Muriel Villanueva. Duna, diari d'un estiu. Duna, diario de un verano. Babulinka Books, 2015
- Muriel Villanueva i Roger Coch (Muriel Rogers). Trilogía La Esfera o L'Esfera: Sin alas, Las alas de Ícaro, El vuelo del Fénix. Planeta i Columna, 2016
- Muriel Villanueva. La Tània i el telescopi, ilustrado por Ona Caussa. Cruïlla, 2016

### Dietarios
- Muriel Villavieja. Els Ulls de Rita o la tendresa del món - Diari del viatge per l’adopció d’una germana.  Ajuntament de Sagunt, 1998.

### Relatos breves
- Família. Revista Valors, 2009
- La paradoxa d’en Frank Kafka i l’àncora del Fred Tènder. Revista Hiperbòlic, 2009
- Venia picant de mans, publicat en xarxa per la Universitat de Barcelona, 2009
- Línia discontínua. Revista Hiperbòlic, 2010

### Poemas
- Poemes sense punts de goma. Institut d'Estudis Ilerdencs i Diputació de Lleida, 2011
- Para no tener que hablar. Il·lustrat per Sara Márquez. Oblicuas, 2016

## Premios
- 1997 - Premio Goma de Nata (por Els Ulls de Rita o la tendresa del món - Diari del viatge per l’adopció d’una germana)
- 2009 - Premio Montflorit de Novel·la (Jo toco i tu balles)
- 2009 - Premio Arrelats de la Universidad de Barcelona (por Venia picant de mans)
- 2010 - Mención del jurado del Premio Documenta 2010 (por La gatera)
- 2011 - Premio Just Manuel Casero de la Llibreria 22 de Gerona (La gatera)
- 2011 - Premio Les Talúries de l’Institut d’Estudis Ilerdencs (pori Poemes sense punts de goma)
- 2013 - Premio de la Crítica de los Escritores Valencianos, por l'AELC (La gatera)
- 2016 - Nominación al Premio Atrapallibres, por el Consell Català de LIJ (con Duna)

- Datos: Q17362877